# Бибано (Тревизо)
Бибано је насеље у Италији у округу Тревизо, региону Венето.
Према процени из 2011. у насељу је живело 1561 становника. Насеље се налази на надморској висини од 34 м.